# Dragon Slayer
Dragon Slayer (яп. ドラゴンスレイヤ дорагон сурэия̄) ー видеоигра в жанре ролевой боевик, разработанная Nihon Falcom. Она была первоначально выпущена в 1984 году для PC-8801, PC-9801, Sharp X1, FM-7 и была продана огромным тиражом в Японии. За ним последовал порт на MSX, выпущенный Square в 1985 году (что делает его одним из первых тайтлов, которые были опубликованы Square), Super Cassette Vision от Epoch в 1986 году и Game Boy порт той же компанией в 1990 году под названием Dragon Slayer I (河ラゴンスレイヤーI Doragon Sureiyā Wan). Ремейк Dragon Slayer также был включён в коллекцию Falcom Classics для Sega Saturn.
Dragon Slayer положила начало серии игр Dragon Slayer, которая включает в себя ряд популярных тайтлов Falcom, таких как: Dragon Slayer II: Xanadu, Legacy of the Wizard и Sorcerian.

## Игровой процесс
Dragon Slayer ー это ранний представитель игр жанра ролевой боевик, заложивший основы жанра. Основываясь на прототипических ролевых элементах Panorama Toh (1983), созданных Ёсио Кией и Nihon Falcom, а также The Tower of Druaga (1984), Dragon Slayer часто считается первой настоящей игрой в жанре экшен-РПГ. В отличие от более ранних пошаговых рогаликов, Dragon Slayer был ролевой игрой в жанре dungeon crawl, которая была полностью в реальном времени с ориентированным на действия боем, сочетая механику действий аркадного стиля с традиционной ролевой механикой.
Dragon Slayer имела внутриигровую карту, помогающую с подземельями, требовала управления предметами из-за того, что инвентарь ограничивался одним предметом за раз, показывающий головоломки на основе предметов, похожие на The Legend of Zelda. Формула Dragon Slayer’s использовалась во многих более поздних играх. Наряду со своим конкурентом ー Hydlide, Dragon Slayer заложила основы жанра action-RPG, включая такие франшизы как: Ys и The Legend of Zelda.